# Девладовский сельский совет
Девладовский сельский совет (укр. Девладівська сільська рада) — административно-территориальная единица в составе
Софиевского района, Днепропетровская область, Украина.
Административный центр сельского совета находится в посёлке Девладово.

## Географическое положение
Сельский совет находится на западе Софиевского района, на границе с Криворожским районом.
Сельские советы соседствующие с Девладовским сельским советом:
- Марье-Дмитровский сельский совет (Софиевский район)
- Надеждовский сельский совет (Криворожский район)
- Новоюльевский сельский совет (Софиевский район)
- Шевченковский сельский совет (Криворожский район)
- Ордо-Василевский сельский совет (Софиевский район)
- Софиевский поселковый совет (Софиевский район)

## История
Сельский совет образован на основании решения исполнительного комитета Днепропетровского областного Совета депутатов № 31 от 21 января 1987 года на части земель ликвидированного Водянского сельского совета.

## Населённые пункты совета
- посёлок Девладово
- село Водяное
- село Весёлое Поле
- село Гончарово
- село Грушки
- село Зелёный Гай